# Instabilitätsindex
Der Instabilitätsindex beschreibt die Abbaugeschwindigkeit und damit die biologische Halbwertszeit von Proteinen.

## Eigenschaften
Proteine werden in Organismen durch Proteolyse und nicht-enzymatische Hydrolyse in Peptide und Aminosäuren zerlegt. Die Zusammensetzung und Reihenfolge der in einem Protein enthaltenen Aminosäuren besitzt einen Einfluss auf seine Abbaurate und seinen Verteilungskoeffizienten.
Der Instabilitätsindex von Proteinen ist eine Kennziffer zur biochemischen Beschreibung neben dem hydropathischen Index, dem aliphatischen Index und kann durch das Programm ProtParam aus der Aminosäuresequenz oder dem Uniprot-Datenbankeintrag bestimmt werden.